# O'Louis McCullough
O'Louis McCullough (Goose Creek, Carolina del Sur, 13 de marzo de 1982) es un exjugador de baloncesto estadounidense. Con 1,98 metros de altura, jugaba habitualmente en la posición de alero. Desarrolló casi toda su carrera como deportista profesional en clubes de Latinoamérica.

## Trayectoria
McCullough asisitió a la Universidad Francisco Marion, donde jugó al baloncesto con los Patriots entre 2001 y 2005 en la División II de la NCAA.
Al dejar el baloncesto universitario, jugó en ligas de verano y torneos independientes. En marzo de 2006 asistió a un campo de prueba de la  World Basketball Association, una liga menor estadounidense, siendo reconocido como MVP del evento y seleccionado en primera ronda por el Anderson Heat.
Animado por esa experiencia, jugó luego en la Liga Nacional de Baloncesto Profesional de México con los Astros de Tecate y en la British Basketball League con los Chester Jets. Volvió a los Estados Unidos para unirse a los Syracuse Raging Bullz de la ABA, pero el equipo abandonó la competición en diciembre de 2007, antes de que concluyese la temporada.
McCullough volvió a alejarse del baloncesto organizado y competitivo hasta que en septiembre de 2009 recibió la propuesta de regresar a México y jugar con los Libertadores de Querétaro.
En 2010 asumió seriamente su papel de refuerzo extranjero para el baloncesto latinoamericano, por lo que jugó en la Liga Profesional de Baloncesto de Venezuela, en el CIBACOPA y en la Copa Invitacional de Colombia, retornando a la LNBP para jugar con la Ola Verde de Poza Rica.
En noviembre de 2011 se incorporó al Unión Atlética de la Liga Uruguaya de Básquetbol, equipo en el que se destacaría por su buen nivel de juego.
Entre 2012 y 2014 vivió y jugó en México. Fue capitán del Fuerza Guinda de Nogales en el CIBACOPA, y actuó en la LNBP con las camisetas de los Correcaminos UAT Victoria, los Osos de Guadalajara y los Ángeles Guerreros de Acapulco.
El Colo-Colo lo contrató para disputar la temporada 2014-15 de la Liga Nacional de Básquetbol de Chile, en la cual el equipo terminaría adjudicándose el título.
Salvo por su participación en la temporada 2016 del CIBACOPA, entre 2015 y 2017 estuvo instalado en la Argentina, donde empezó jugando para equipos de la Liga Nacional de Básquet y terminó jugando en el Torneo Nacional de Ascenso.
En 2017 integró los Olimpia Kings de Paraguay, equipo con el que se consagró campeón del torneo local y con el que disputó la Liga Sudamericana de Clubes 2017.
Ya sobre el final de su carrera registró pasos por Chile, Argentina y México, y jugó también en la NBL de Canadá con los Cape Breton Highlanders.
Su retiro se produjo luego de disputar el tramo final de la temporada 2018-19 de la Liga Nacional de Básquetbol de Chile con el Español de Talca.

## Vida personal
Es hermano de Kevin Garnett (tienen el mismo padre) y primo de Shammond Williams.